# Primera División de España 1961-62
La temporada 1961-62 de la Primera División de España de fútbol corresponde a la 31.ª edición del campeonato. Se disputó del 2 de septiembre de 1961 al 1 de abril de 1962.
El Real Madrid Club de Fútbol revalidó el título conquistado la temporada anterior. Los blancos, además, lograron el primer doblete de su historia, al vencer también en la Copa del Generalísimo.

## Sistema de competición
El torneo estuvo organizado por la Real Federación Española de Fútbol.
Como en la temporada anterior, tomaron parte 16 equipos de toda la geografía española, encuadrados en un grupo único. Siguiendo un sistema de liga, se enfrentaron todos contra todos en dos ocasiones -una en campo propio y otra en campo contrario- durante un total de 30 jornadas. El orden de los encuentros se decidió por sorteo antes de empezar la competición.
La clasificación se estableció a razón del siguiente sistema de puntuación: dos puntos para el equipo vencedor de un partido, un punto para cada contendiente en caso de empate y cero puntos para el perdedor de un partido. 
El equipo que más puntos sumó se proclamó campeón de liga y obtuvo la clasificación para la siguiente edición de la Copa de Europa. Por su parte, el campeón de la Copa del Generalísimo obtuvo la clasificación para la Recopa de Europa.
Los dos últimos clasificados fueron descendidos directamente a la Segunda División de España para la siguiente temporada, siendo reemplazados por los dos campeones de grupo de dicha categoría. Por su parte, los clasificados en 13.ª y 14.ª posición se vieron obligados a disputar una promoción contra los subcampeones de cada grupo de Segunda. Dicha promoción se jugó por eliminación directa a doble partido, siendo los ganadores los que obtuvieron plaza para la siguiente temporada en Primera División.

## Equipos participantes
Esta temporada participaron 16 equipos. El CA Osasuna y el debutante CD Tenerife, campeones, respectivamente, de los grupos Norte y Sur de Segunda División reemplazaron a los descendidos Real Valladolid y Granada CF. El CD Tenerife se convirtió en el primer y hasta la fecha único club tinerfeño en alcanzar la Primera División española.
A partir de esta temporada el Estadio Heliópolis, del Real Betis, pasó a denominarse Benito Villamarín.  
| Equipo                            | Ciudad                 | Estadio                   | Aforo  |
| --------------------------------- | ---------------------- | ------------------------- | ------ |
| Atlético de Bilbao                | Bilbao                 | San Mamés                 | 41.400 |
| Club Atlético de Madrid           | Madrid                 | Metropolitano             | 58.000 |
| Club de Fútbol Barcelona          | Barcelona              | Camp Nou                  | 83.868 |
| Real Betis Balompié               | Sevilla                | Benito Villamarín         | 16.060 |
| Real Club Deportivo Español       | Barcelona              | Sarriá                    | 38.295 |
| Elche Club de Fútbol              | Elche                  | Altabix                   | 12.000 |
| Club Atlético Osasuna             | Pamplona               | San Juan                  | 14.400 |
| Real Oviedo                       | Oviedo                 | Carlos Tartiere           | 20.000 |
| Real Club Deportivo Mallorca      | Palma de Mallorca      | Luis Sitjar               | 14.600 |
| Real Madrid Club de Fútbol        | Madrid                 | Santiago Bernabéu         | 90.123 |
| Real Sociedad de Fútbol           | San Sebastián          | Atocha                    | 21.650 |
| Real Santander Sociedad Deportiva | Santander              | El Sardinero              | 18.500 |
| Sevilla Club de Fútbol            | Sevilla                | Ramón Sánchez Pizjuán     | 46.000 |
| Club Deportivo Tenerife           | Santa Cruz de Tenerife | Heliodoro Rodríguez López | 10.000 |
| Valencia Club de Fútbol           | Valencia               | Mestalla                  | 53.190 |
| Real Zaragoza Club Deportivo      | Zaragoza               | La Romareda               | 32.416 |

Fuente: Anuario de la RFEF

## Clasificación

### Clasificación final
| Pos. | Equipo                   | Pts. | PJ | G  | E  | P  | GF | GC | Dif. | Clasificación                                |
| ---- | ------------------------ | ---- | -- | -- | -- | -- | -- | -- | ---- | -------------------------------------------- |
| 1    | Real Madrid C. F. (C)    | 43   | 30 | 19 | 5  | 6  | 58 | 24 | +34  | Clasifica a la Copa de Europa                |
| 2    | C. F. Barcelona          | 40   | 30 | 18 | 4  | 8  | 81 | 46 | +35  | Clasifica a la Copa de Ferias                |
| 3    | Atlético de Madrid       | 36   | 30 | 15 | 6  | 9  | 50 | 36 | +14  | Clasifica a la Recopa de Europa              |
| 4    | Real Zaragoza            | 35   | 30 | 15 | 5  | 10 | 70 | 51 | +19  | Clasifica a la Copa de Ferias                |
| 5    | Atlético de Bilbao       | 32   | 30 | 12 | 8  | 10 | 52 | 38 | +14  |                                              |
| 6    | Sevilla C. F.            | 31   | 30 | 12 | 7  | 11 | 48 | 45 | +3   | Clasifica a la Recopa de Europa              |
| 7    | Valencia C. F.           | 31   | 30 | 12 | 7  | 11 | 50 | 50 | 0    | Clasifica a la Copa de Ferias                |
| 8    | Elche C. F.              | 29   | 30 | 10 | 9  | 11 | 52 | 52 | 0    |                                              |
| 9    | Real Betis               | 28   | 30 | 10 | 8  | 12 | 39 | 51 | −12  |                                              |
| 10   | Real Oviedo C. F.        | 27   | 30 | 10 | 7  | 13 | 27 | 47 | −20  |                                              |
| 11   | R. C. D. Mallorca        | 27   | 30 | 11 | 5  | 14 | 30 | 47 | −17  |                                              |
| 12   | C. A. Osasuna            | 27   | 30 | 10 | 7  | 13 | 54 | 59 | −5   |                                              |
| 13   | R. C. D. Español (D)     | 26   | 30 | 8  | 10 | 12 | 45 | 55 | −10  | Promoción de permanencia en Primera División |
| 14   | Real Santander S. D. (D) | 26   | 30 | 11 | 4  | 15 | 35 | 54 | −19  | Promoción de permanencia en Primera División |
| 15   | Real Sociedad (D)        | 23   | 30 | 9  | 5  | 16 | 37 | 49 | −12  | Descenso a Segunda División                  |
| 16   | C. D. Tenerife (D)       | 19   | 30 | 6  | 7  | 17 | 33 | 57 | −24  | Descenso a Segunda División                  |

 Fuente: BDFutbol
Criterios de clasificación: Puntos · Diferencia de goles · Goles a favor · Play-off
Notas:
1. ↑  El Atlético de Madrid se clasificó para la Recopa de Europa 1962-63 como vigente campeón de la competición.
2. ↑  El Sevilla FC se clasificó para la Recopa de Europa 1962-63 como subcampeón de la Copa del Generalísimo, ya que el campeón del torneo, el Real Madrid, se clasificó para la Copa de Europa 1962-63.

### Evolución de la clasificación
| Equipo / Jornada   | 01 | 02 | 03 | 04 | 05 | 06 | 07 | 08 | 09 | 10 | 11 | 12 | 13 | 14 | 15 | 16 | 17 | 18 | 19 | 20 | 21 | 22 | 23 | 24 | 25 | 26 | 27 | 28 | 29 | 30 |
| ------------------ | -- | -- | -- | -- | -- | -- | -- | -- | -- | -- | -- | -- | -- | -- | -- | -- | -- | -- | -- | -- | -- | -- | -- | -- | -- | -- | -- | -- | -- | -- |
| Real Madrid        | 3  | 1  | 1  | 1  | 1  | 1  | 1  | 1  | 1  | 1  | 1  | 1  | 1  | 1  | 1  | 1  | 1  | 1  | 1  | 1  | 1  | 1  | 1  | 1  | 1  | 1  | 1  | 1  | 1  | 1  |
| CF Barcelona       | 4  | 8  | 4  | 2  | 4  | 5  | 4  | 3  | 4  | 4  | 4  | 4  | 4  | 4  | 4  | 5  | 4  | 4  | 4  | 4  | 4  | 4  | 4  | 2  | 3  | 2  | 2  | 2  | 2  | 2  |
| Atlético de Madrid | 9  | 4  | 8  | 4  | 2  | 2  | 2  | 2  | 2  | 2  | 2  | 2  | 2  | 3  | 2  | 2  | 2  | 2  | 2  | 2  | 2  | 2  | 2  | 3  | 2  | 4  | 3  | 4  | 3  | 3  |
| Real Zaragoza      | 2  | 5  | 3  | 6  | 3  | 3  | 3  | 4  | 3  | 3  | 3  | 3  | 3  | 2  | 3  | 3  | 3  | 3  | 3  | 3  | 3  | 3  | 3  | 4  | 4  | 3  | 4  | 3  | 4  | 4  |
| Atlético de Bilbao | 12 | 15 | 16 | 16 | 14 | 15 | 15 | 16 | 16 | 16 | 14 | 13 | 13 | 14 | 13 | 13 | 13 | 13 | 11 | 11 | 13 | 11 | 7  | 7  | 6  | 7  | 6  | 5  | 5  | 5  |
| Sevilla CF         | 11 | 9  | 12 | 5  | 6  | 10 | 8  | 5  | 8  | 7  | 10 | 6  | 7  | 7  | 6  | 4  | 5  | 6  | 7  | 6  | 7  | 6  | 6  | 6  | 9  | 6  | 8  | 7  | 7  | 6  |
| Valencia CF        | 16 | 10 | 13 | 9  | 9  | 6  | 6  | 8  | 9  | 10 | 8  | 7  | 5  | 5  | 5  | 6  | 6  | 5  | 5  | 5  | 5  | 5  | 5  | 5  | 5  | 5  | 5  | 6  | 6  | 7  |
| Elche CF           | 14 | 7  | 5  | 8  | 11 | 8  | 10 | 10 | 10 | 9  | 6  | 9  | 8  | 8  | 10 | 9  | 10 | 8  | 12 | 8  | 10 | 7  | 8  | 8  | 7  | 8  | 7  | 8  | 8  | 8  |
| Real Betis         | 13 | 16 | 10 | 11 | 8  | 7  | 5  | 6  | 6  | 8  | 9  | 8  | 6  | 6  | 7  | 8  | 7  | 7  | 6  | 7  | 6  | 9  | 10 | 11 | 10 | 10 | 9  | 9  | 11 | 9  |
| Real Oviedo        | 10 | 14 | 14 | 15 | 16 | 16 | 16 | 15 | 13 | 14 | 11 | 12 | 12 | 10 | 11 | 12 | 11 | 12 | 9  | 13 | 11 | 12 | 12 | 14 | 14 | 14 | 14 | 14 | 13 | 10 |
| RCD Mallorca       | 6  | 2  | 2  | 3  | 5  | 9  | 7  | 9  | 7  | 6  | 5  | 5  | 9  | 11 | 9  | 7  | 9  | 10 | 10 | 10 | 9  | 10 | 11 | 9  | 8  | 9  | 11 | 11 | 9  | 11 |
| CA Osasuna         | 7  | 13 | 6  | 12 | 7  | 4  | 9  | 7  | 5  | 5  | 7  | 10 | 10 | 9  | 8  | 10 | 8  | 9  | 8  | 9  | 8  | 8  | 9  | 10 | 11 | 12 | 10 | 10 | 10 | 12 |
| RCD Español        | 8  | 3  | 7  | 13 | 12 | 14 | 11 | 14 | 12 | 13 | 15 | 15 | 15 | 16 | 15 | 15 | 15 | 14 | 14 | 14 | 14 | 13 | 14 | 13 | 12 | 11 | 12 | 12 | 14 | 13 |
| Real Santander     | 5  | 11 | 15 | 10 | 13 | 13 | 14 | 11 | 14 | 11 | 12 | 11 | 11 | 13 | 12 | 11 | 12 | 11 | 13 | 12 | 12 | 14 | 13 | 12 | 13 | 13 | 13 | 13 | 12 | 14 |
| Real Sociedad      | 15 | 12 | 9  | 14 | 15 | 11 | 12 | 12 | 11 | 12 | 13 | 14 | 14 | 12 | 14 | 14 | 14 | 15 | 16 | 15 | 15 | 15 | 15 | 15 | 15 | 15 | 15 | 15 | 15 | 15 |
| CD Tenerife        | 1  | 6  | 11 | 7  | 10 | 12 | 13 | 13 | 15 | 15 | 16 | 16 | 16 | 15 | 16 | 16 | 16 | 16 | 15 | 16 | 16 | 16 | 16 | 16 | 16 | 16 | 16 | 16 | 16 | 16 |

### Promoción de permanencia
- Disputado a doble partido:

| Equipo 1    | Global | Equipo 2            | Ida | Vuelta | Desempate |
| ----------- | ------ | ------------------- | --- | ------ | --------- |
| RCD Español | 1-2    | Real Valladolid     | 1-0 | 0-2    | -         |
| Equipo 1    | Global | Equipo 2            | Ida | Vuelta | Desempate |
| CD Málaga   | 3-1    | Racing de Santander | 3-0 | 0-1    | -         |

## Resultados
| Local \ Visitante    | ATH | ATM | BAR | BET | ELC | ESP | MLL | OSA | OVI | RMA | RSA | RSO | SEV | TEN | VAL | ZAR |
| -------------------- | --- | --- | --- | --- | --- | --- | --- | --- | --- | --- | --- | --- | --- | --- | --- | --- |
| Atlético de Bilbao   | —   | 5–1 | 3–2 | 1–0 | 1–1 | 1–2 | 3–0 | 0–0 | 0–1 | 0–2 | 0–1 | 3–3 | 5–1 | 5–0 | 0–0 | 1–0 |
| Atlético de Madrid   | 2–0 | —   | 1–1 | 1–0 | 5–2 | 5–2 | 1–1 | 4–2 | 5–1 | 1–0 | 1–0 | 1–0 | 4–0 | 1–0 | 0–0 | 3–0 |
| C. F. Barcelona      | 4–2 | 5–1 | —   | 6–1 | 3–2 | 2–0 | 3–2 | 3–1 | 4–1 | 3–1 | 8–0 | 5–0 | 3–2 | 5–2 | 4–0 | 1–1 |
| Real Betis           | 1–1 | 2–1 | 2–3 | —   | 5–1 | 3–3 | 0–1 | 1–1 | 2–0 | 2–1 | 1–0 | 2–1 | 3–1 | 2–0 | 3–1 | 2–2 |
| Elche C. F.          | 2–2 | 1–2 | 1–2 | 1–1 | —   | 6–2 | 2–0 | 6–2 | 1–1 | 0–0 | 2–1 | 4–2 | 1–0 | 3–0 | 2–1 | 5–3 |
| R. C. D. Español     | 0–3 | 3–0 | 1–1 | 2–2 | 0–0 | —   | 0–2 | 3–0 | 1–1 | 1–1 | 3–2 | 2–2 | 0–1 | 2–0 | 2–2 | 1–3 |
| R. C. D. Mallorca    | 1–3 | 0–3 | 3–1 | 1–0 | 3–1 | 1–5 | —   | 2–0 | 2–0 | 0–2 | 0–0 | 1–0 | 3–2 | 1–1 | 3–0 | 1–0 |
| C. A. Osasuna        | 0–4 | 3–1 | 3–1 | 4–0 | 3–0 | 2–2 | 4–1 | —   | 2–2 | 1–3 | 2–1 | 0–1 | 1–3 | 3–1 | 5–2 | 5–1 |
| Real Oviedo C. F.    | 0–1 | 0–0 | 0–2 | 1–1 | 1–1 | 1–0 | 1–0 | 2–0 | —   | 1–0 | 2–1 | 1–0 | 1–1 | 1–0 | 1–0 | 0–2 |
| Real Madrid C. F.    | 3–0 | 2–1 | 2–0 | 2–0 | 3–1 | 3–1 | 2–0 | 2–2 | 4–1 | —   | 6–0 | 1–0 | 2–1 | 0–0 | 4–1 | 2–1 |
| Real Santander S. D. | 2–0 | 1–0 | 1–1 | 1–0 | 3–1 | 1–3 | 4–0 | 1–3 | 3–0 | 0–2 | —   | 1–0 | 1–1 | 2–1 | 3–2 | 2–1 |
| Real Sociedad        | 0–2 | 1–0 | 2–1 | 6–0 | 2–1 | 0–1 | 0–0 | 1–1 | 2–0 | 0–1 | 3–0 | —   | 4–1 | 0–1 | 1–1 | 1–0 |
| Sevilla C. F.        | 2–1 | 1–1 | 1–0 | 1–2 | 2–0 | 3–1 | 0–0 | 0–0 | 3–1 | 1–1 | 3–1 | 3–0 | —   | 2–1 | 2–0 | 4–0 |
| C. D. Tenerife       | 1–1 | 0–2 | 1–3 | 1–1 | 1–3 | 0–0 | 3–0 | 3–1 | 1–4 | 0–3 | 0–0 | 4–1 | 3–3 | —   | 2–1 | 4–2 |
| Valencia C. F.       | 2–2 | 2–1 | 6–2 | 2–0 | 0–0 | 4–2 | 3–1 | 2–0 | 3–0 | 3–2 | 2–1 | 5–1 | 2–1 | 2–1 | —   | 1–1 |
| Real Zaragoza C. D.  | 4–2 | 1–1 | 3–2 | 4–0 | 1–1 | 3–0 | 3–0 | 6–3 | 5–1 | 2–1 | 6–1 | 6–3 | 3–2 | 3–1 | 3–0 | —   |

## Máximos goleadores (Trofeo Pichichi)
En su debut en la liga española, Juan Seminario logró el Trofeo Pichichi con 25 goles en 30 partidos. Seminario es el único futbolista peruano y del Real Zaragoza en lograr este trofeo.
| Pos. | Jugador                                   | Equipo          | Goles |
| ---- | ----------------------------------------- | --------------- | ----- |
| 1º   | Juan Seminario                            | Real Zaragoza   | 25    |
| 2.º  | Evaristo Macedo, "Evaristo"               | CF Barcelona    | 20    |
|      | Ferenc Puskás                             | Real Madrid     | 20    |
| 4.º  | Juan Ángel Romero                         | Elche CF        | 18    |
| 5.º  | Sándor Kocsis                             | CF Barcelona    | 17    |
|      | Joaquín Murillo                           | Real Zaragoza   | 17    |
| 7.º  | Enrique Mateos                            | Sevilla FC      | 14    |
|      | Waldo Machado, "Waldo"                    | Valencia CF     | 14    |
| 9.º  | Miguel Jones                              | Atlético Madrid | 13    |
| 10.º | Alfredo Di Stéfano                        | Real Madrid     | 11    |
|      | Adrualdo Barroso, "Duca"                  | Real Zaragoza   | 11    |
|      | José Enrique Gutiérrez Cardona, "Cardona" | Elche CF        | 11    |
|      | Sabino Andonegui, "Sabino"                | CA Osasuna      | 11    |